# Max Schümann
 Max Schümann  (* 26. Dezember 1909 in Kiel; † 26. Juni 1945 in Leer) war ein deutscher Politiker (NSDAP).

## Biografie
Schümann besuchte Schulen in Wilhelmshaven und Oldenburg und erlernte ein Schlosserhandwerk. Ein beabsichtigtes Ingenieurstudium führte er nicht durch, sondern entschied sich für den Beruf eines Reichsbahnbeamten in Wilhelmshaven. 1926 wurde er Mitglied der SA und am 1. Januar 1928 trat er der NSDAP bei (Mitgliedsnummer 74.339). 1933 war er aktiv bei der Nationalsozialistischen Betriebszellenorganisation (NSBO) und der Deutschen Arbeitsfront (DAF), Einheitsverband der Arbeitnehmer und Arbeitgeber der Nationalsozialisten. Er schied 1934 aus der Deutschen Reichsbahn aus, um hauptamtlicher Funktionär der DAF zu werden. Seit 1935 war er auch in der Kreisleitung der NSDAP in Leer tätig. Im Zweiten Weltkrieg diente er 1940 als Soldat in Frankreich und 1941 in den Niederlanden. 1941 wurde er Leutnant im Krieg gegen die Sowjetunion in Sewastopol verwundet.
Der Gauleiter des Gaus Weser-Ems Carl Röver starb am 15. Mai 1942. Zu seinem Nachfolger wurde Paul Wegener ernannt, der den Bremer NS-Kreisleiter Bernhard Blanke absetzte und das Amt stattdessen an Schümann vergab. Dieser war besonders 1945 ein fanatischer Durchhaltepolitiker, der von seiner „Befehlsstelle“ im Bunker B 32 an der Parkallee das Standrecht schon für Abwesenheit am Arbeitsplatz androhte. Am 25. April 1945 flüchtete er Richtung Bremen-Nord, dann nach Oldenburg und Ostfriesland, wo er untertauchte. Er vergiftete sich im Juni 1945 in Leer.